# Walter Bading
Walter Bading (* 26. September 1920 in Dargun; † 7. Oktober 2009 ebenda) war ein deutscher Politiker der DDR-Blockpartei LDPD.

## Leben
Bading war der Sohn eines Handwerkers. Nach Erlangung der mittleren Reife nahm er eine Lehre zum Klempner und Installateur auf. Am 14. Mai 1939 beantragte er die Aufnahme in die NSDAP und wurde zum 1. September desselben Jahres aufgenommen (Mitgliedsnummer 7.113.256). Bading nahm am Zweiten Weltkrieg teil und geriet an dessen Ende in Gefangenschaft. In der DDR wurde er Meisterbereichsleiter der PGH „Neuer Weg“ in Dargun.

## Politik
Bading trat 1950 der 1945 in der Sowjetischen Besatzungszone neugegründeten LDPD bei und war von 1958 bis 1963 Mitglied des Bezirkstages von Neubrandenburg. Von 1963 bis 1967 war er Mitglied der LDPD-Fraktion in der Volkskammer der DDR.